# Sinzig
Sinzig é uma cidade da Alemanha localizada no distrito de Ahrweiler, no estado da Renânia-Palatinado.

## Política

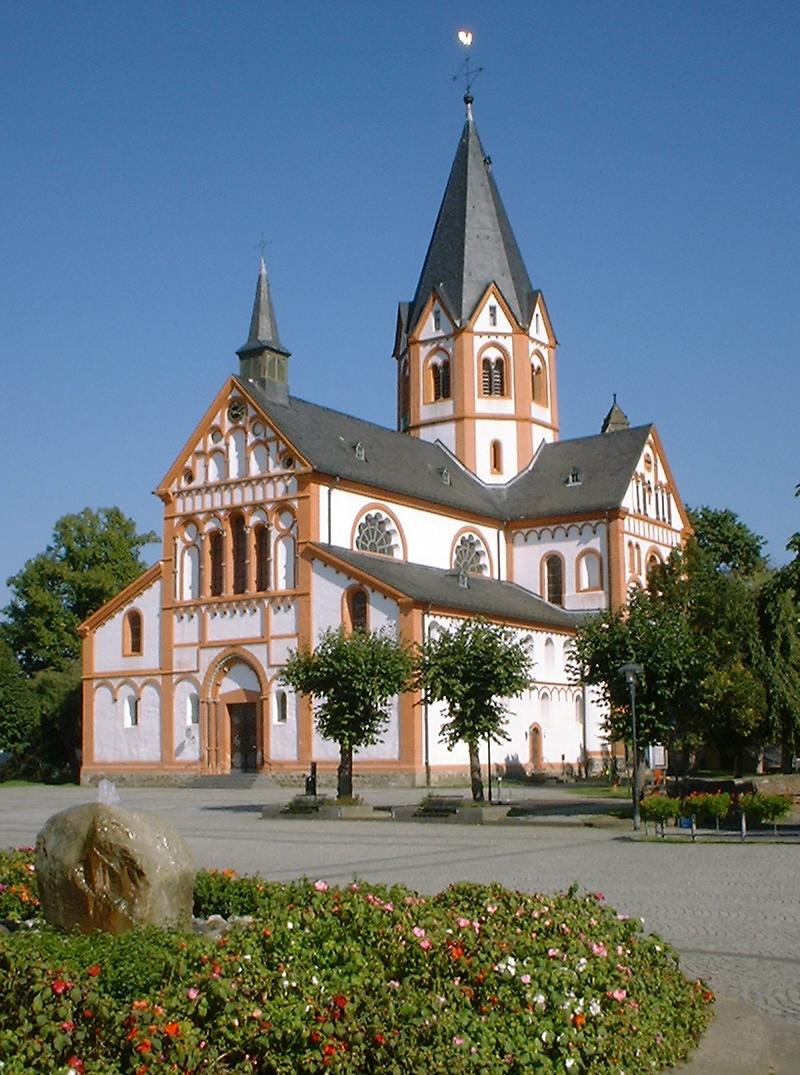
Igreja

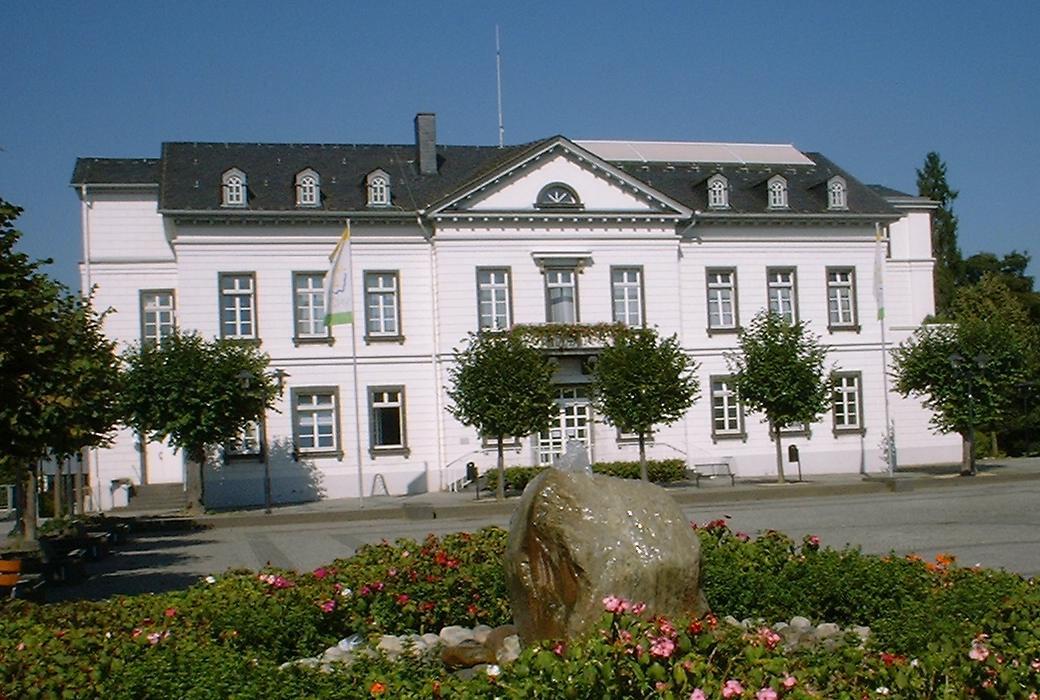
Paços do Concelho (Prefeito)

Cadeiras ocupadas na cidade:
|      | SPD | CDU | FDP | Grüne | FWG | Total       |
| 2009 | 6   | 13  | 2   | 4     | 7   | 32 Cadeiras |
| 2004 | 6   | 15  | 2   | 4     | 5   | 32 Cadeiras |